# Carver Country. Il mondo di Raymond Carver
Carver Country. Il mondo di Raymond Carver è una raccolta di testi inediti di Raymond Carver illustrata da fotografie di Bob Adelman, pubblicata negli Stati Uniti nel 1990.

## Edizioni in lingua italiana
- Carver Country. Il mondo di Raymond Carver, Contrasto Books, 2010